# Bartholomea annulata
Bartholomea annulata is een zeeanemonensoort uit de familie Aiptasiidae.
Bartholomea annulata is voor het eerst wetenschappelijk beschreven door Lesueur in 1817.